# Lijst van rijksmonumenten in Mook en Middelaar
De gemeente Mook en Middelaar telt 18 inschrijvingen in het rijksmonumentenregister. Hieronder een overzicht. 

## Middelaar
De plaats Middelaar telt 4 inschrijvingen in het rijksmonumentenregister.
| Object | Oorspronkelijke functie? | Bouwjaar                          | Architect | Locatie            | Coördinaten?                  | Nr.?   | Afbeelding                                                           |
| --- | ------------------------ | --------------------------------- | --------- | ------------------ | ----------------------------- | ------ | -------------------------------------------------------------------- |
| Ruïne en overblijfselen der vroegere grachten van het Huis Middelaar                                                                                        | Gebouw                   |                                   |           | Huissestraat bij 7 | 51° 43' 11" NB, 5° 54' 36" OL | 30070  | Ruïne en overblijfselen der vroegere grachten van het Huis Middelaar |
| Sint-Lambertuskerk, vanwege de bronzen luiklok en de inventaris, waaronder beelden zoals van de H. Brigida, H. Willebrordus, H. Lambertus en H. Sebastianus | Vanwege onderdelen kerk  | 1533 (luiklok) 18e eeuw (beelden) |           | Dorpsstraat 47     | 51° 43' 26" NB, 5° 54' 58" OL | 30071  | Meer afbeeldingen                                                    |
| Kapelletje. Eenvoudig bakstenen gebouwtje van belang wegens volkskundige waarde                                                                             | Gebouw                   | 1887                              |           | Eindweg 6          | 51° 43' 45" NB, 5° 54' 36" OL | 30076  | Meer afbeeldingen                                                    |
| Terrein waarin restanten van de Romeinse Maasbrug bij Cuijk                                                                                                 | Archeologisch monument   | Romeinse periode                  |           |                    | 51° 43' 49" NB, 5° 53' 16" OL | 524077 | Upload foto                                                          |

## Molenhoek
De plaats Molenhoek telt 9 inschrijvingen in het rijksmonumentenregister. Zie Lijst van rijksmonumenten in Molenhoek voor een overzicht. Tot het in de gemeente Mook en Middelaar gelegen deel van Molenhoek behoort het Jachtslot de Mookerheide.

## Mook
De plaats Mook telt 4 inschrijvingen in het rijksmonumentenregister.
| Object | Oorspronkelijke functie? | Bouwjaar                                     | Architect | Locatie         | Coördinaten?                  | Nr.?  | Afbeelding        |
| --- | ------------------------ | -------------------------------------------- | --------- | --------------- | ----------------------------- | ----- | ----------------- |
| Antonius Abt / St. Antoniuskerk (eertijds toegewijd aan de H. Adelbertus)                                             | Kerk en kerkonderdeel    | ca. 1400 1910 (uitgebreid) 1944 (beschadigd) |           | Kerkstraat 1    | 51° 45' 2" NB, 5° 52' 52" OL  | 30073 | Meer afbeeldingen |
| Heumense Schans; vijfstralig-stervormig veldwerk, in een droge gracht                                                 | Omwalling                | 17e eeuw                                     |           | Heumense schans | 51° 46' 0" NB, 5° 52' 55" OL  | 30074 | Meer afbeeldingen |
| Mooker Schans; vierkant veldwerk met gebastionneerde hoeken, een gemetseld voetstuk in het midden en een grote gracht | Omwalling                | 17e eeuw                                     |           | Mooker schans   | 51° 45' 35" NB, 5° 53' 17" OL | 30075 | Meer afbeeldingen |
| Terrein waarin overblijfselen van een Romeinse villa                                                                  | Archeologisch monument   | 2e eeuw na Chr                               |           |                 | 51° 44' 22" NB, 5° 55' 29" OL | 45830 | Meer afbeeldingen |

## Plasmolen
De plaats Plasmolen telt 1 inschrijving in het rijksmonumentenregister.
| Object             | Oorspronkelijke functie?  | Bouwjaar | Architect | Locatie              | Coördinaten?                  | Nr.?  | Afbeelding        |
| ------------------ | ------------------------- | -------- | --------- | -------------------- | ----------------------------- | ----- | ----------------- |
| Bovenste Plasmolen | Industrie- en poldermolen | 1725     |           | Kiekbergsebaan bij 6 | 51° 44' 22" NB, 5° 55' 20" OL | 30072 | Meer afbeeldingen |

Beek ·
Beekdaelen ·
Beesel ·
Bergen ·
Brunssum ·
Echt-Susteren ·
Eijsden-Margraten ·
Gennep ·
Gulpen-Wittem ·
Heerlen ·
Horst aan de Maas ·
Kerkrade ·
Landgraaf ·
Leudal ·
Maasgouw ·
Maastricht ·
Meerssen ·
Mook en Middelaar ·
Nederweert ·
Peel en Maas ·
Roerdalen ·
Roermond ·
Simpelveld ·
Sittard-Geleen ·
Stein ·
Vaals ·
Valkenburg aan de Geul ·
Venlo ·
Venray ·
Voerendaal ·
Weert